# Hindumanes karnatakaensis
Hindumanes karnatakaensis là một loài nhện trong họ Salticidae. Chúng thuộc chi đơn loài Hindumanes, được Benoy Krishna Tikader & Biswamoy Biswas miêu tả năm 1978.